# Vykmanov (Perštejn)
Vykmanov (německy Weigensdorf) je malá vesnice, část obce Perštejn v okrese Chomutov v Ústeckém kraji. Nachází se asi 3,5 km na severozápad od Perštejna, v údolí Hučivého potoka. V roce 2009 zde bylo evidováno 27 adres.
Vykmanov leží v katastrálním území Vykmanov u Měděnce o rozloze 7,62 km².

## Název
Název vesnice je odvozen z německého osobního jména Wigman nebo Wicman. V historických pramenech se jméno vesnice vyskytuje ve tvarech: Wykmanow (1357), Wikmasdorf (1449), Waykmansdorfie (1481), Wugkmestorf (1544), ve Veikmansdorfu (1587) a Weigensdorf (1787 a 1848). Alternativní vysvětlení J. Hossnera název odvozuje z nizozemského slova Wijk, které měli přinést osadníci, kteří se sem přistěhovali na pozvání postoloprtských benediktýnů a založili také vesnice Stráž nad Ohří, Srní nebo Ondřejov.

## Historie
První písemná zmínka o Vykmanovu pochází z roku 1357. Vesnice však byla založena výrazně dříve na území, které získal postoloprtský klášter od knížete Vladislava I. a spravoval je ze svého proboštství v Boči. To zaniklo okolo roku 1350 a opat Theodorich poté Boč vyměnil s císařem Karlem IV. za Libočany. Vesnice tehdy stála o něco výše v údolí Lučního potoka pod vykmanovskou hájovnou.
Vykmanov se po výměně stal součástí panství hradu Hauenštejn. Při dělení majetku pánů ze Šumburka v roce 1431 připadl Vilémovi, který si postavil hrad Šumburk, jeden poddaný z Vykmanova a zbytek vesnice patřil Alešovi ze Šumburka. Zmínky z počátku šestnáctého století popisují Vykmanov jako pustou vesnici, ale ta byla někdy před rokem 1547 obnovena. I poté zůstávala vesnice rozdělená a spojit ji se podařilo až Kryštofovi z Fictumu, který ji připojil ke kláštereckému panství. Za svůj podíl na stavovském povstání, kterého se zúčastnil jako jeden z direktorů za rytířský stav, byl posmrtně odsouzen ke ztrátě majetku. Zkonfiskované panství koupil roku 1623 svobodný pán Kryštof Šimon Thun.
Z roku 1631 se dochoval záznam o prodeji vykmanovského mlýna za 120 kop grošů, ale později během třicetileté války táhly v letech 1640 a 1641 údolím Hučivého potoka švédské oddíly, které vesnici nejspíš vypálily, protože urbář panství z roku 1649 Vykmanov neobsahuje. Další zmínka o něm pochází až z roku 1691 a nachází se v bočské matrice. Okolí vesnice porůstaly rozsáhlé lesy, z nichž většina patřila klášterecké vrchnosti. Zápis z roku 1729 v nich zaznamenal mimo jiné výskyt vlků, medvědů a rysů. Poslední medvěd byl u Vykmanova zastřelen ve druhé polovině osmnáctého století. Rysové přežívali déle a posledního ulovili v roce 1842.
Podle Topographie des Königreiches Böhmen z roku 1787 od Jaroslava Schallera měla vesnice 21 domů, z nichž tři patřily k vintířovskému panství. Do roku 1846 počet domů vzrostl na 38 a žilo v nich 278 obyvatel. Ve vsi tehdy stály dva mlýny, hospoda a škola, do které chodilo přibližně šedesát dětí.
Podobně jako v okolních vesnicích se i ve Vykmanově obdělávala zemědělská půda, ale ta vzhledem k vysoké nadmořské výšce poskytovala jen malé výnosy, a lidé si proto museli vydělávat peníze na obživu jinak. Kromě práce v lese, lomu a ve vápenkách si muži vydělávali jako stavební dělníci a ženy vyráběly krajky a pozamenty.

### Hornictví
V šestnáctém století se v okolí Vykmanova začal těžit krevel a pyrit, ale drobné žíly byly brzy vytěžené a doly nejpozději za třicetileté války zanikly. V malé míře byly obnoveny v polovině osmnáctého století, ale většina jich bývala na levém břehu Hučivého potoka, a patřily tedy k Mýtince. Naposledy se železná ruda těžila na obou březích potoka po roce 1860, kdy těžební práva získal svobodný pán z Riese-Stallburgu, kterému patřily perštejnské železárny.
Na okraji vesnice, ovšem již v katastrálním území Mýtinky, se dochoval zatopený vápencový lom. Těžila se v něm čtyřicet metrů mocná čočka zrnitě bílého vápnitého dolomitu uloženého v muskovitických rulách. Získaný materiál se prodával do kladenských Spojených oceláren a zpracovával se v blízkých vápenkách. V letech 1841–1876 nechala klášterecká vrchnost těžit v oblasti pod Vysokou sečí rašelinu. V letech 1877–1878 byla postavena silnice z Perštejna do Horní Halže, která nahradila starou a obtížně sjízdnou cestu.

### Dvacáté století
Roku 1901 byl ve Vykmanově založen hasičský spolek, ale přesto v letech 1902 a 1904 vyhořely oba vykmanovské mlýny. Jejich provoz už nebyl obnoven. Roku 1910 měla vesnice dvě hospody, tři obchody se smíšeným zbožím, trafiku a živnost provozovali dva pekaři, ševci, truhlář, tesaři a košíkáři.
V důsledku vysídlení Němců z Československa po druhé světové válce zůstalo ve Vykmanově v roce 1947 pouze 52 obyvatel. Při sčítání lidu v roce 1950 jejich počet krátce vzrostl na 341, což bylo způsobeno započítáním posádky pohraniční stráže a patnácti německých rodin ze sběrných táborů v Kadani a ve Vejprtech přidělených na práci v lomu a v lese. Elektřina byla do vsi zavedena až v roce 1950. Prvním elektrifikovaným domem bylo čp. 20, v němž sídlila jednotka pohraniční stráže. O pět let později se začala elektřina využívat i v lomu a do obytných domů byla rozvedena až o dva roky později.
Později se většina lidí vystěhovala do Německa nebo do jiných částí okresu, a vesnice se téměř vylidnila. V letech 1958–1959 proto byla zbořena řada neobydlených domů. K určitému oživení došlo až v sedmdesátých letech dvacátého století, ale přeměně na rekreační oblast zabránila stavební uzávěra, která měla chránit kvalitu vody v Hučivém potoce, který sloužil jako zdroj pitné vody pro Perštejn.

## Obyvatelstvo
Při sčítání lidu v roce 1921 zde žilo 357 obyvatel (z toho 179 mužů), kteří byli kromě čtyř cizinců německé národnosti a všichni patřili k římskokatolické církvi. Podle sčítání lidu z roku 1930 měla vesnice 353 obyvatel: pět Čechoslováků, 345 Němců a tři cizince. Všichni se hlásili k římskokatolické církvi.
|           | 1869 | 1880 | 1890 | 1900 | 1910 | 1921 | 1930 | 1950 | 1961 | 1970 | 1980 | 1991 | 2001 | 2011 | 2021 |
| --------- | ---- | ---- | ---- | ---- | ---- | ---- | ---- | ---- | ---- | ---- | ---- | ---- | ---- | ---- | ---- |
| Obyvatelé | 334  | 376  | 428  | 375  | 416  | 357  | 353  | 341  | 58   | 29   | 18   | 16   | 12   | 17   | 13   |
| Domy      | 56   | 59   | 63   | 64   | 61   | 60   | 61   | 64   | 17   | 9    | 6    | 20   | 9    | 10   | 10   |

### Náboženský život
Vykmanov patřil až do konce osmnáctého století k bočské farnosti a roku 1797 byl převeden k farnosti Perštejn nad Ohří. Od roku 2013 spadá pod farnost Klášterec nad Ohří.

## Obecní správa
Po zrušení poddanství se Vykmanov stal roku 1850 samostatnou obcí v okrese Přísečnice. Už roku 1868 byl uveden pouze jako osada obce Měděnec v kadaňském okrese. V roce 1879 se znovu stal obcí, ke které v letech 1879–1949 patřila osada Mýtinka. Společně bývaly v okrese Kadaň, ale roku 1906 byla obec převedena do okresu Přísečnice. V letech 1943 a 1944 Vykmanov patřil opět ke kadaňskému okresu a v roce 1945 se stal částí okresu Vejprty. V roce 1950 byla obec zrušena a připojena znovu jako osada k Měděnci v okrese Karlovy Vary-okolí. Dne 1. ledna 1986 se vesnice stala částí obce Perštejn v okrese Chomutov.

## Školství
Škola byla ve Vykmanově založena nejspíše v roce 1783, ale neměla vlastní budovu a vyučování probíhalo v různých domech i v Mýtince. Roku 1824 ji navštěvovala 43 vykmanovských dětí a osm žáků z Mýtinky. Školní budova byla postavena až v roce 1853. Vzhledem k velkému počtu dětí musela být budova roku 1895 rozšířena o jednu třídu. Dvoutřídní škola byla uzavřena roku 1952 a v dalším roce ji nahradila jednotřídní škola, která fungovala až do roku 1963.

## Další fotografie

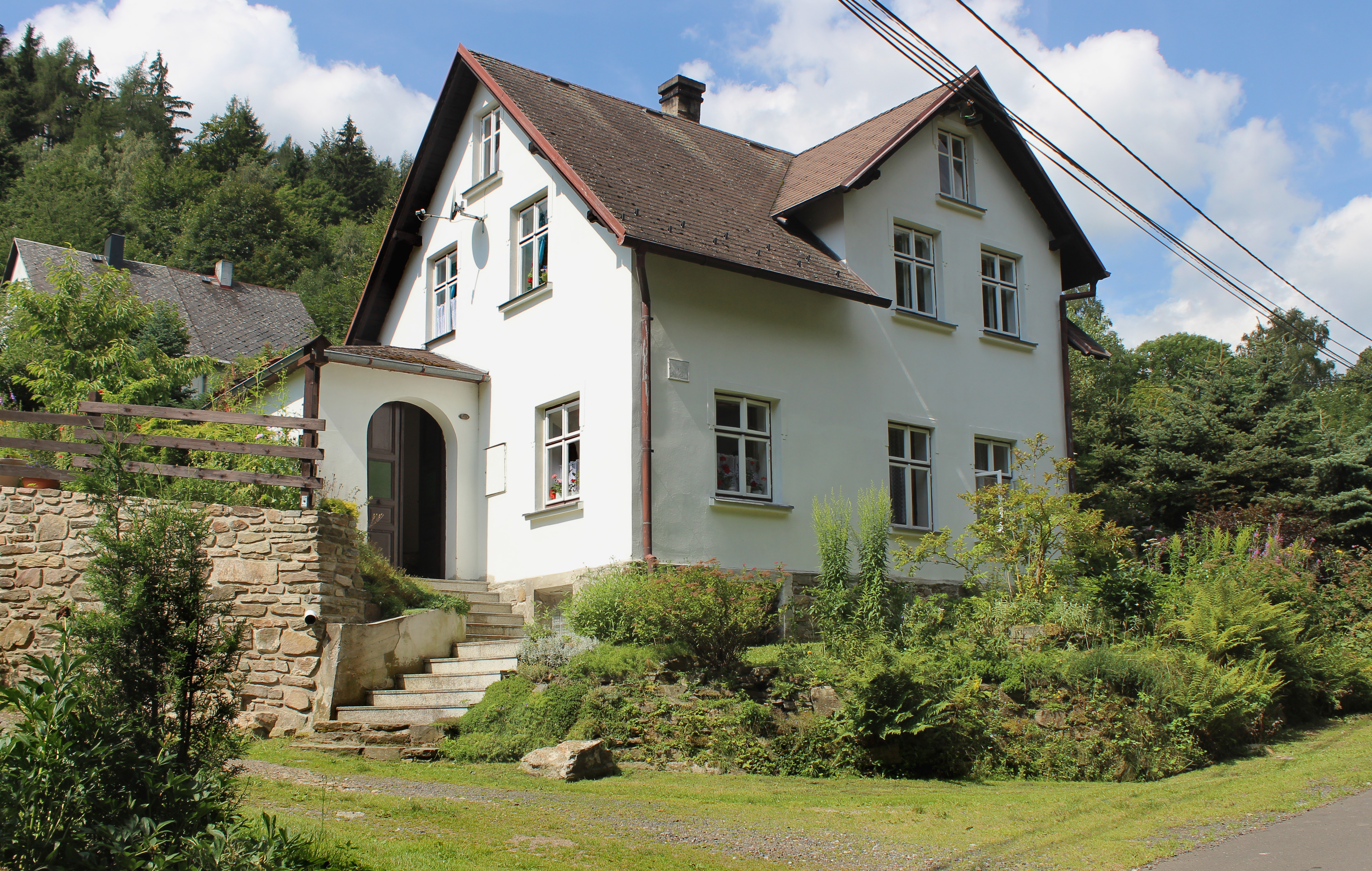
Opravená vila
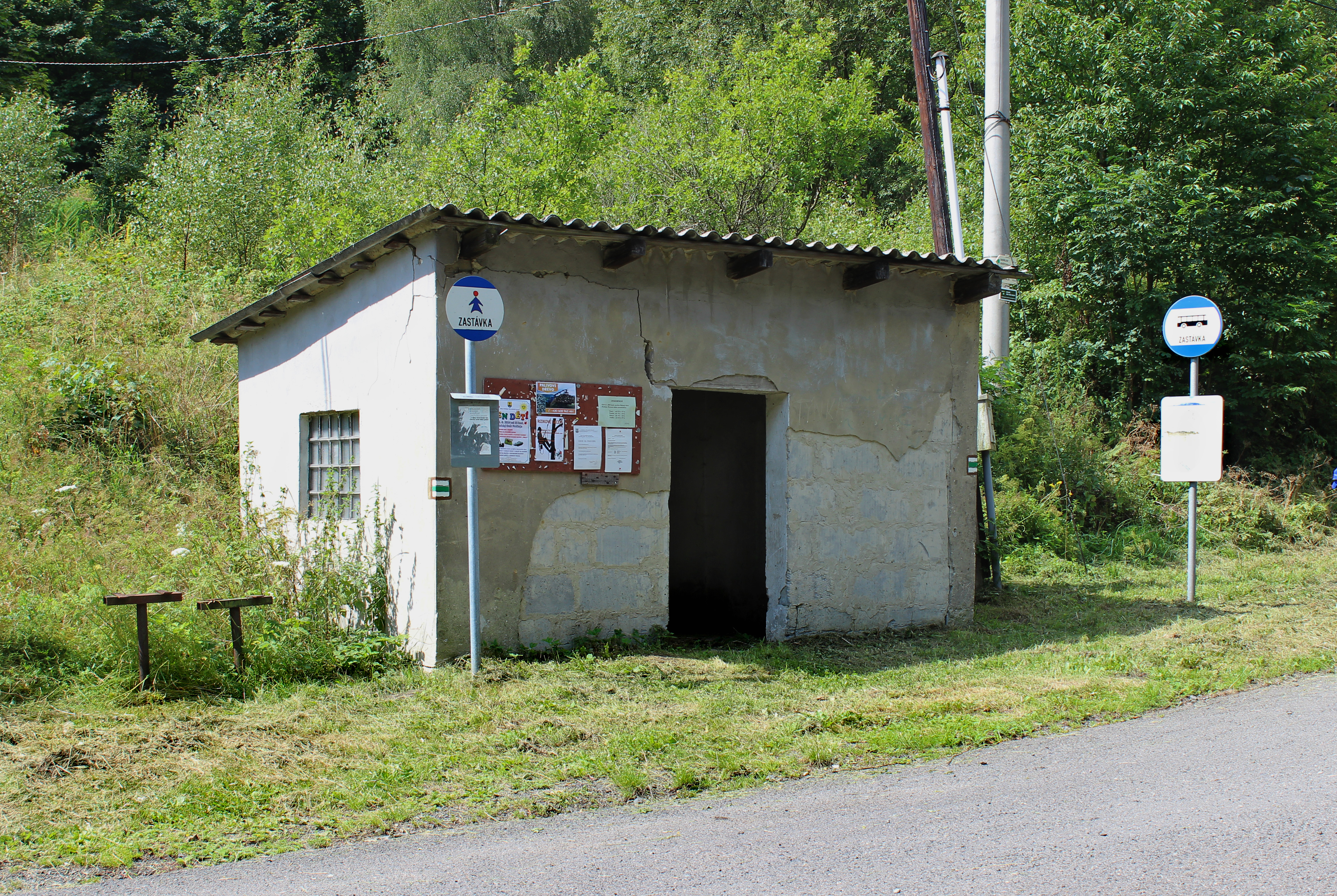
Autobusová zastávka
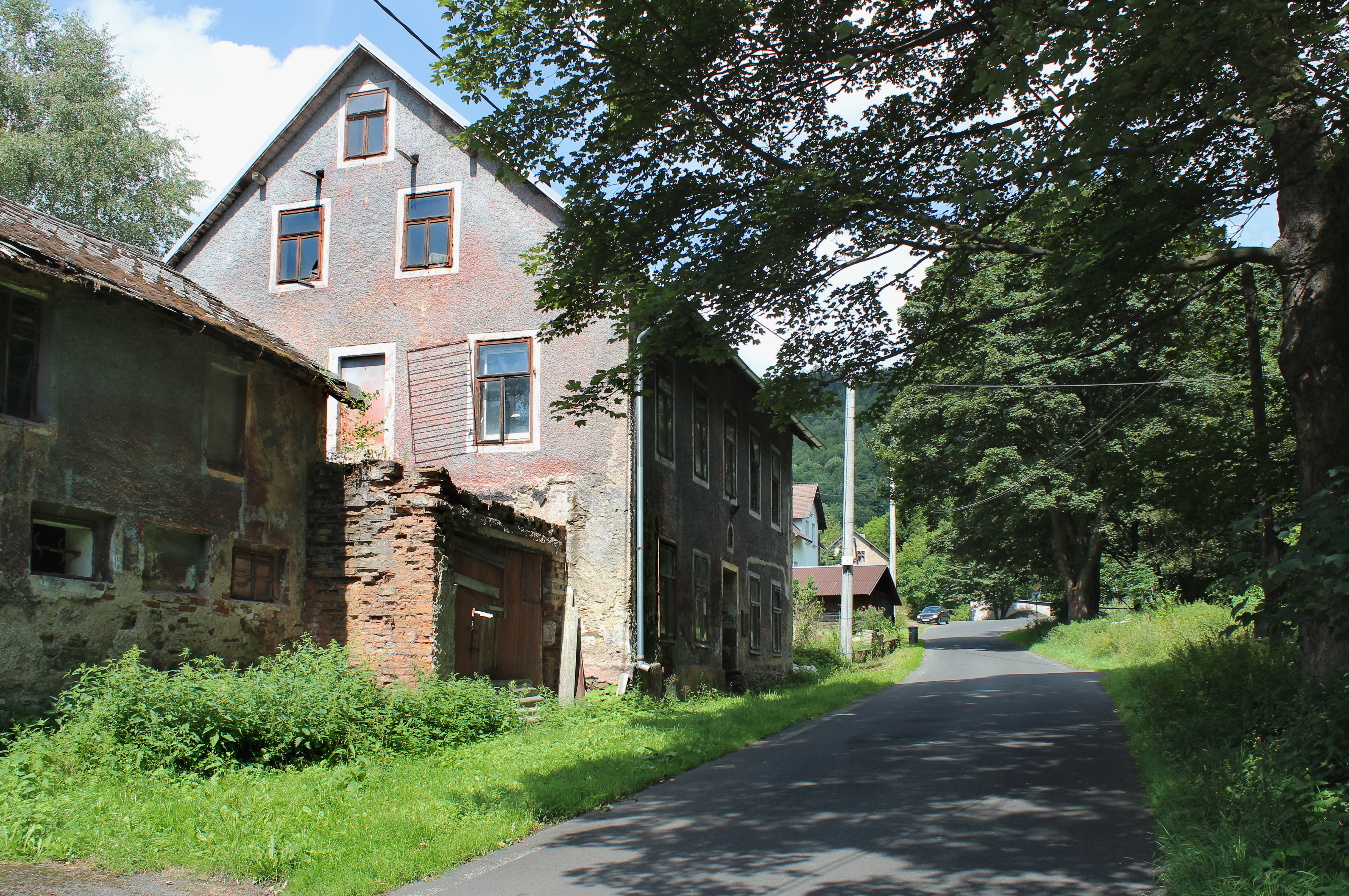
Rozpadající se domy